# 허기도
허기도(許起道, 1953년 7월 22일 ~ )은 대한민국의 정치인, 기업인이다. 제45대 경상남도 산청군수이다.

## 학력
- 덕산초등학교 졸업
- 덕산중학교 졸업
- 진주고등학교 졸업
- 경상대학교 학사
- 경상대학교 교육대학원 교육학 석사

## 경력
- 산청여자고등학교, 진주명신고등학교 교사
- 1998.7 ~ 2002.6 제6대 경상남도의회 의원
- 제6대 경상남도의회 건설소방위원회 위원장
- 일신환경주식회사 대표이사
- 동남권경제발전위원회 위원
- 2006.7 ~ 2010.6 제8대 경상남도의회 의원
- 2008.7 ~ 2010.6 제8대 경상남도의회 후반기 부의장
- 2010.7 ~ 2014.3 제9대 경상남도의회 의원
- 2010.7 ~ 2012.6 제9대 경상남도의회 전반기 의장
- ~ 2014 제9대 경상남도의회 농해양수산위원회 위원
- 2014.7 ~ 2018.6 제45대 민선 6기 경상남도 산청군수

## 전과
- 산업안전보건법위반: 벌금 2,000,000원 - 2003년 2월 13일 선고[1]
- 골재채취법위반: 벌금 2,000,000원 - 2006년 5월 4일 선고[1]

## 역대 선거 결과
|  | 57.19% |

|  | 55.32% |

|  | 64.74% |

|  | 67.55% |

|  | 33.10% |

|  | 42.88% |